# 沃尔西尼
沃尔西尼（拉丁語：Volsinii），古罗马伊特鲁斯坎人的小镇，遗址位于今博尔塞纳（意大利维泰博省蒙泰菲亚斯科内）。经考古发掘，发现该城建筑在几个小丘上。